# 林茨圣三柱

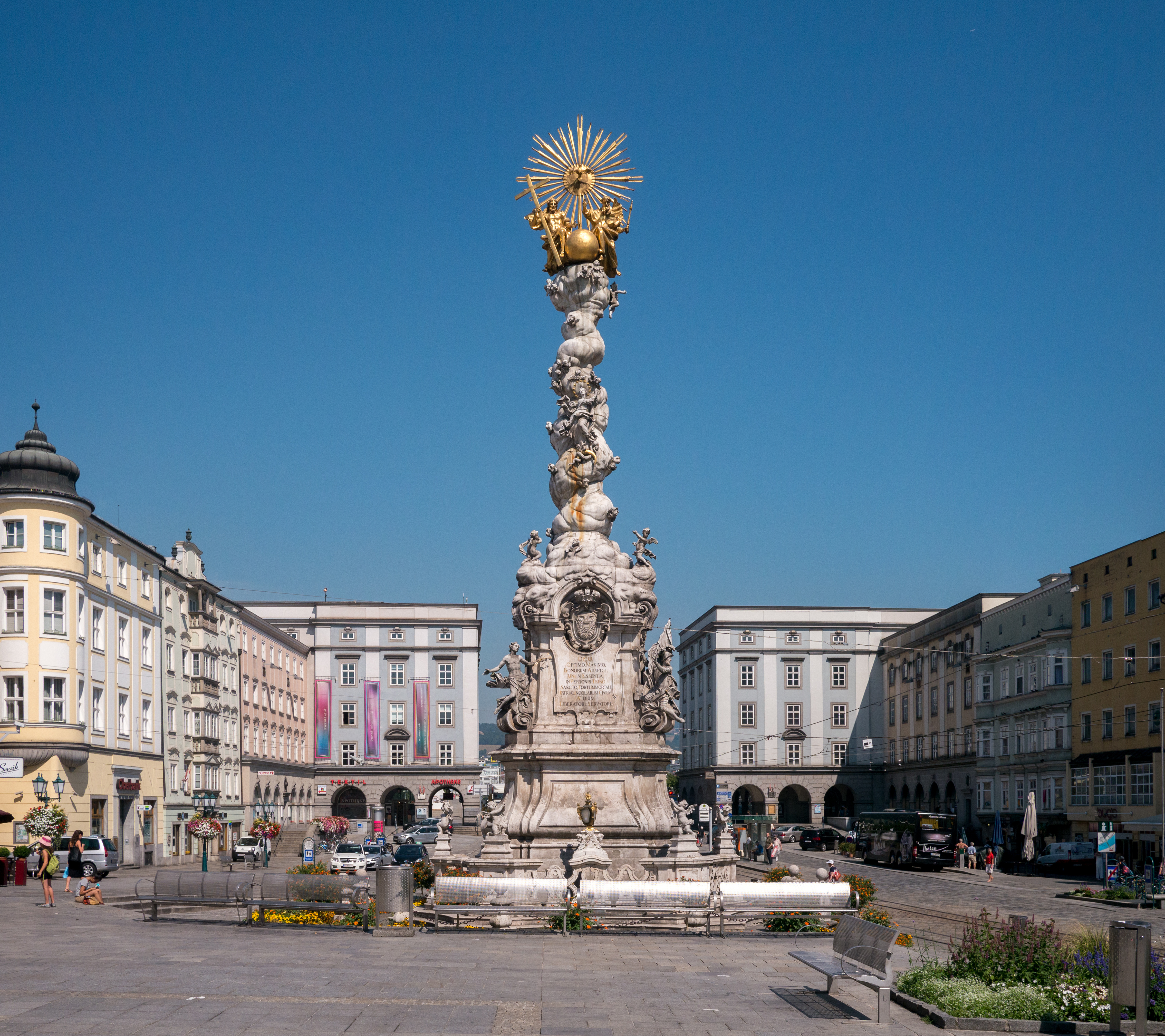
圣三柱

圣三柱（Dreifaltigkeitssäule）是18世纪的瘟疫柱，位于奥地利最美丽的广场之一林茨主广场（Hauptplatz）的中央，用白色大理石制成，高20米，是林茨的巴洛克地标。

## 历史
1708-1714年，林茨经受住了中欧最后一次大瘟疫。1683年土耳其战争和1704年西班牙继承战争中，免受外国军队的入侵，1712年又免于大火。出于感激，皇帝和民众捐资建柱，由安东尼奥·贝杜齐设计，萨尔茨堡石匠塞巴斯蒂安·斯通费格修建于1717年至1723年间。 1716年，由于即将修建圣三柱，该柱从林茨主广场移到鸽子市场（Taubenmarkt）。
圣三柱在1723年完工，1728年11月17日举行落成典礼。2019年6月至2020年7月，圣三柱全面整修。

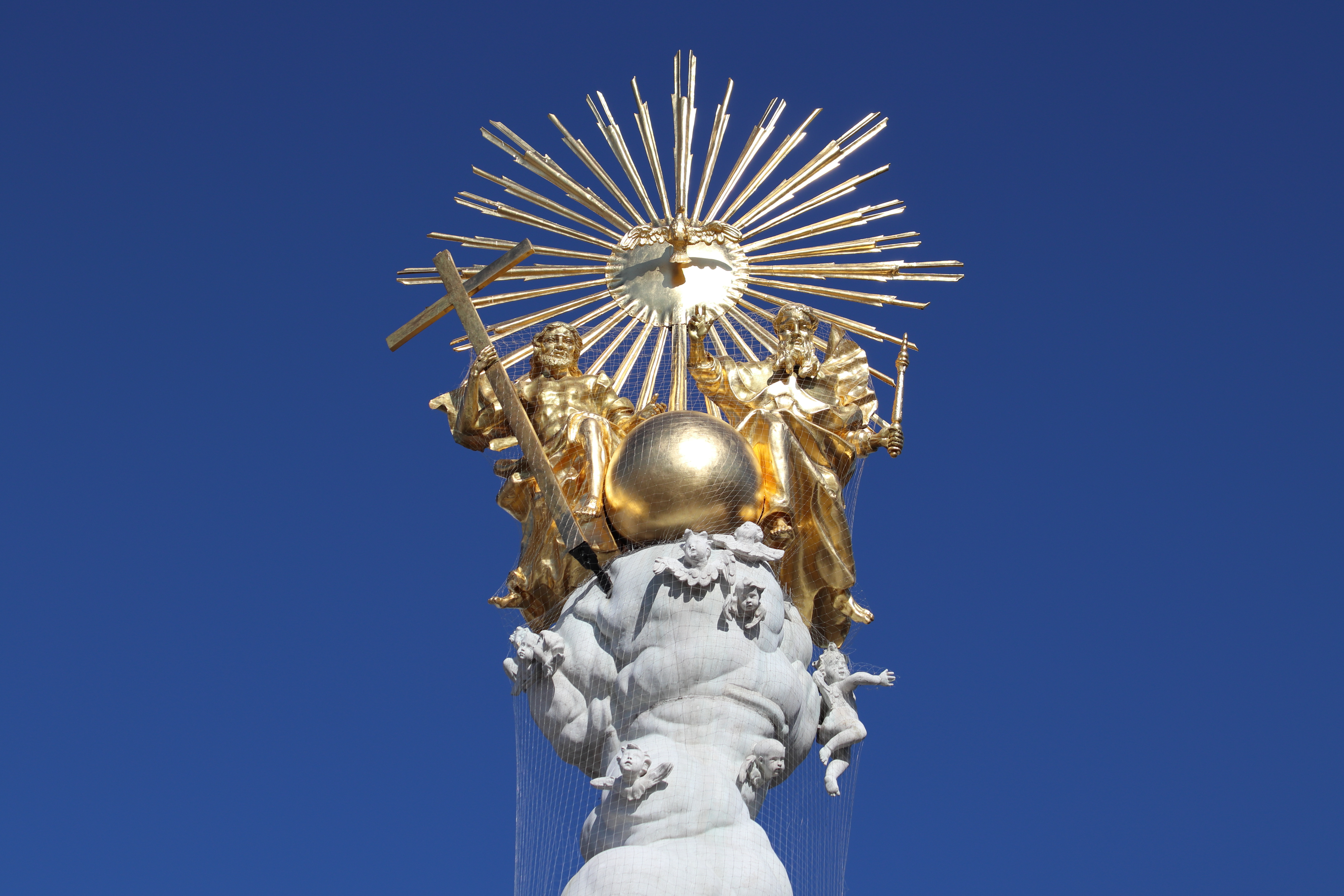
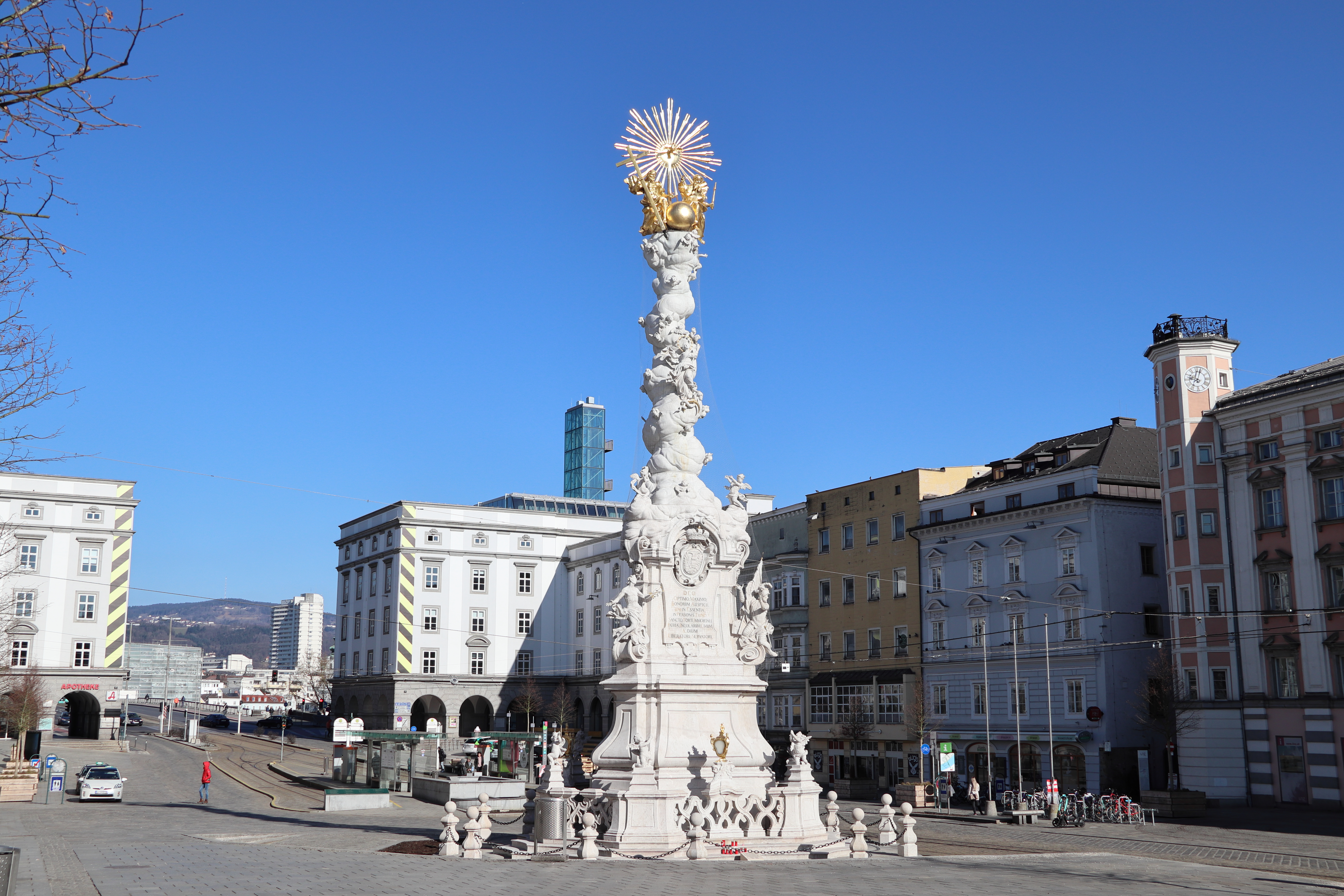
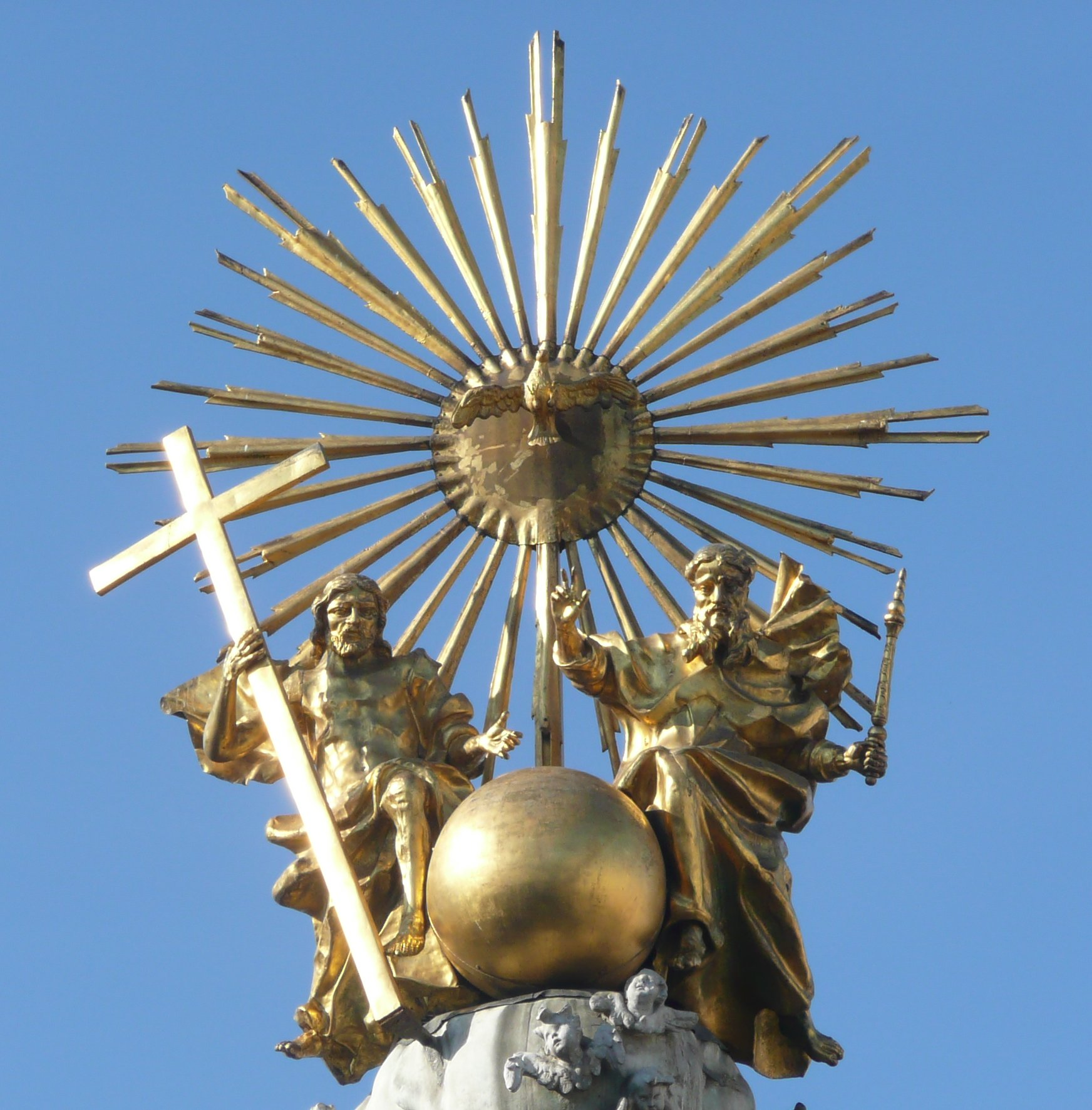
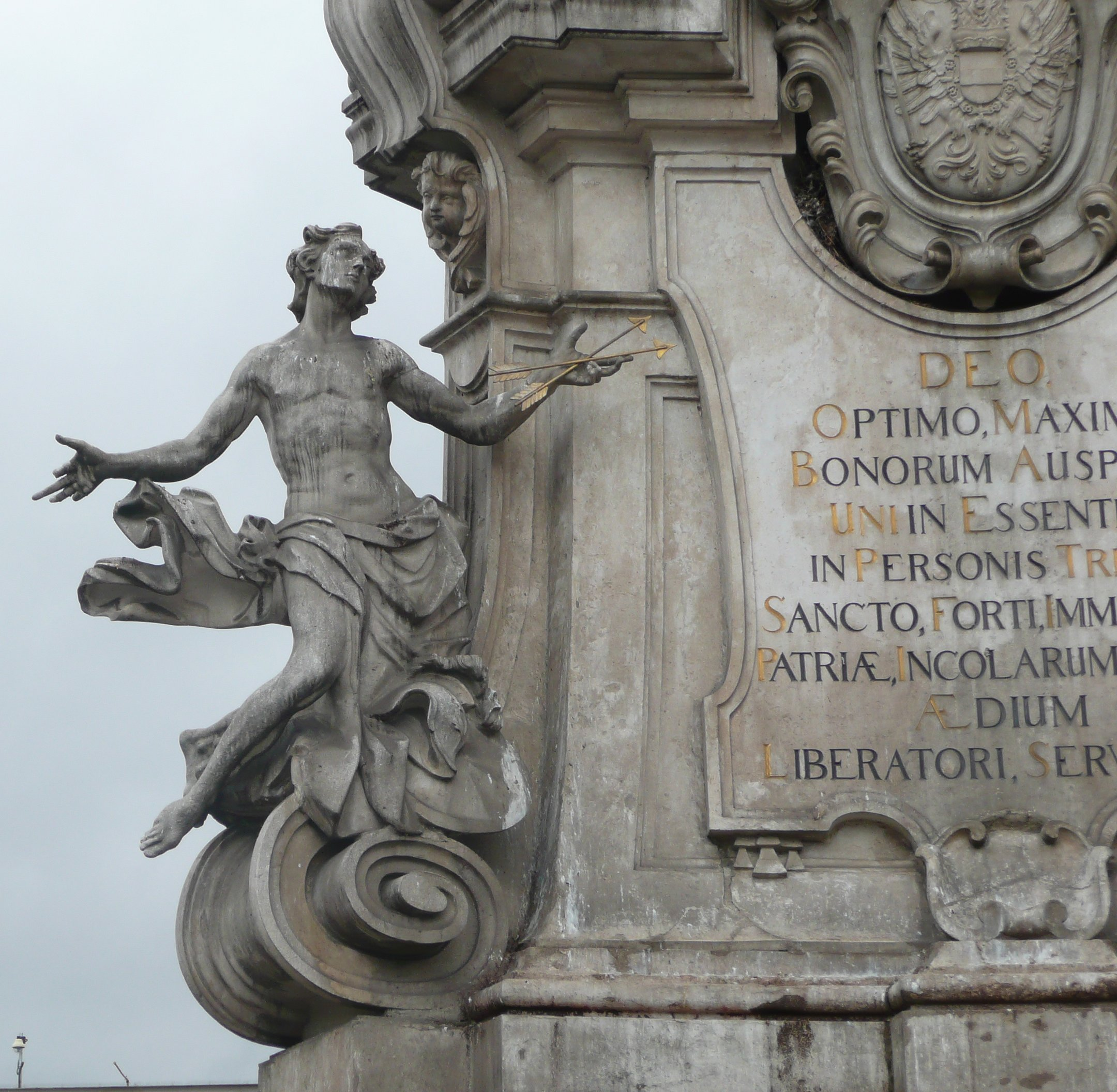
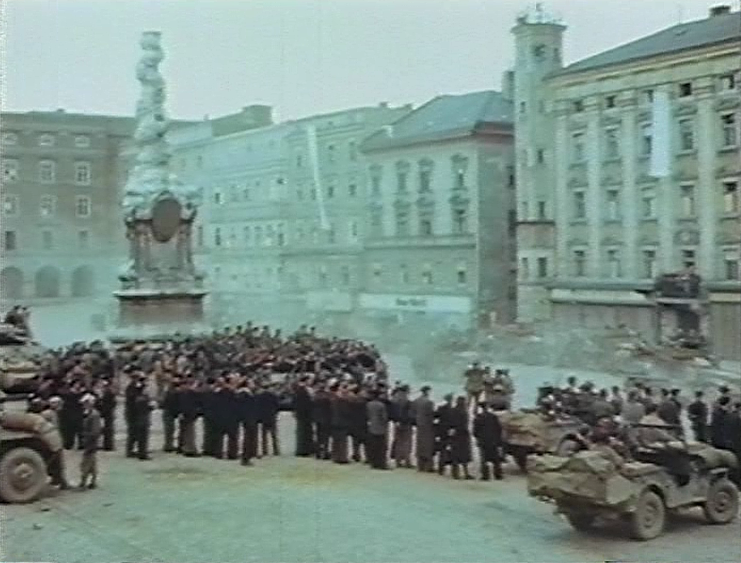